# Bernard Amé du Bus de Gisignies

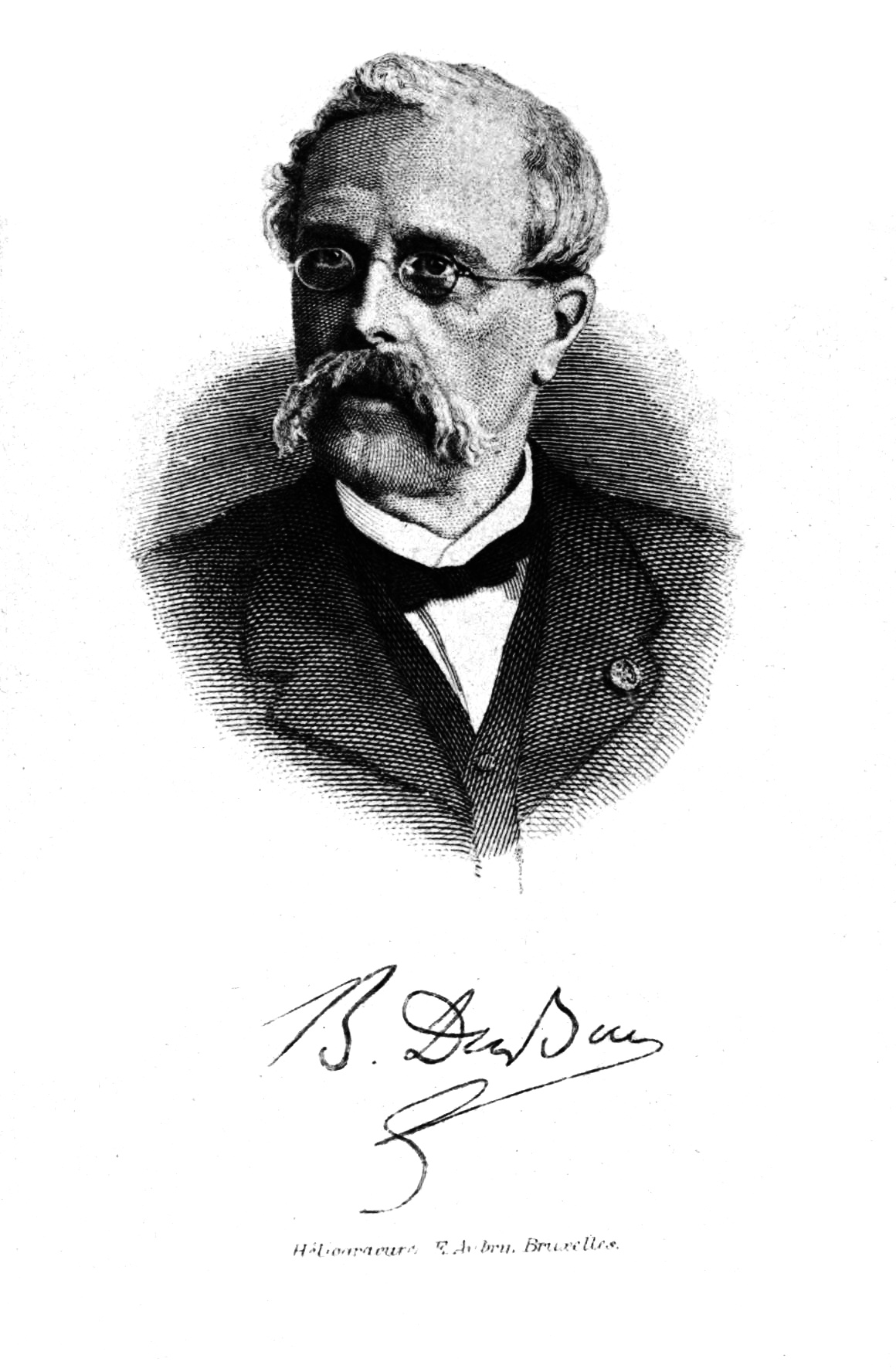
Bernard Amé du Bus de Gisignies

Bernard Amé Leonard du Bus de Gisignies (Doornik, 21 juni 1808 - Bad Ems, 6 juli 1874) was een Belgisch volksvertegenwoordiger, senator en natuurwetenschapper.

## Biografie

### Familie
Bernard du Bus de Gisignies was een zoon van Leonard du Bus de Gisignies, hoge ambtenaar, bestuurder en politicus in het Verenigd Koninkrijk der Nederlanden, en Marie-Anne De Deurwaerder. Hij trouwde in 1845 in Sint-Joost-ten-Node met Pétronille Truyts (1801-1886). Ze kregen twee zoons.
- Bernard du Bus de Gisignies (1832-1917), senator en burgemeester van Oostmalle, trouwde in 1873 in Brussel met Henriette Mosselman du Chenoy (1855-1898), dochter van Théodore Mosselman du Chenoy, bankier en senator. Ze kregen een dochter, met afstammelingen tot heden.
- Chrétien du Bus de Gisignies (1845-1883), trouwde in 1881 in Jabbeke met Ursule Truyts (1850-1930). Ze kregen een dochter, met afstammelingen tot heden.

Hij was de oudere broer was Albéric du Bus de Gisignies. 
In 1819 had Bernard een riddertitel verkregen en in 1834 een baronstitel, deze laatste nog in Nederland, waar hij, zoals zijn vader, trouw was aan gebleven. Nochtans legden ze zich kort daarop bij het bestaan van het Koninkrijk België neer. In 1842 werd hij burggraaf, nadat zijn vader zich bij de Belgische adel had laten inschrijven en zijn in 1822 verkregen titel op al zijn mannelijke nakomelingen kon laten uitbreiden.

### Loopbaan
Du Bus promoveerde in 1835 tot doctor in de rechten  aan de Katholieke Universiteit Leuven en burgerde snel in België in. Nog datzelfde jaar werd hij verkozen tot katholiek volksvertegenwoordiger voor het arrondissement Bergen en vervulde dit mandaat tot in 1847. In 1867 werd hij verkozen tot senator voor het arrondissement Diksmuide en bleef dit tot aan zijn dood. Hij werd opgevolgd door Léon van Ockerhout.
In 1837 was hij ook al lid van de bestuursraad van de Koninklijke Bibliotheek van België. Du Bus verwierf voornamelijk bekendheid als natuurwetenschapper, ornitholoog en paleontoloog.
Hij was van dichtbij betrokken bij de uitbouw van het natuurhistorisch museum in Brussel. Van 1828 (hij was toen pas twintig) was hij lid van de bestuurscommissie voor het natuurhistorisch museum van Brussel en in 1846 werd hij de eerste directeur van het Koninklijk Museum voor Natuurwetenschappen.